# Lorenzo Mascheroni

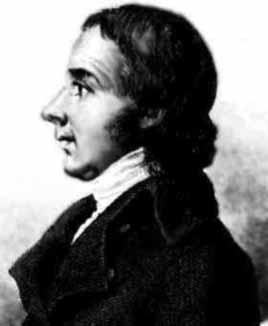

Lorenzo Mascheroni (bij Bergamo, 13 mei 1750 - Parijs, 14 juli 1800) was een Italiaans fysicus en wiskundige. Hij was de zoon van grootgrondbezitters. Eerst werd hij opgeleid tot priester wat hij op 17-jarige leeftijd werd. Kort daarna begon hij als leraar in de natuurkunde en meetkunde in Bergamo. 
In 1795 moest hij naar Parijs om een wet die de Fransen hadden gemaakt over het metrisch systeem te controleren. De oorlog brak daarna uit waardoor hij niet terug naar Italië kon. In 1797 bracht hij zijn werk "La Geometria del compasso" uit, opgedragen aan Napoleon die erg geïnteresseerd was in zijn werk. In 1800 overleed hij na een kort ziekbed.

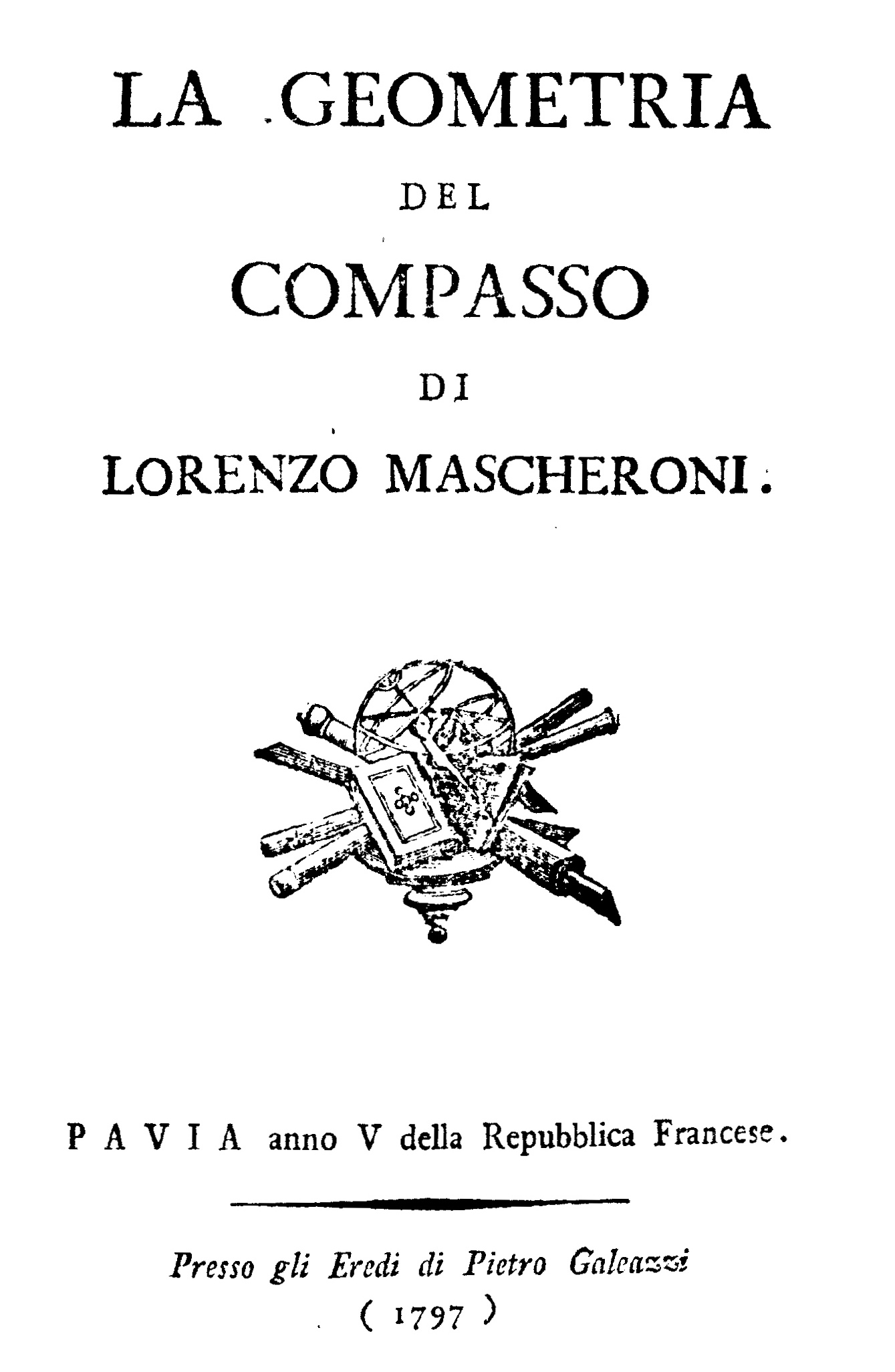
La geometria del compasso, 1797

## Zie
- Stelling van Mohr-Mascheroni